# Фрідріх Тітьєн
Фрідріх Тітьєн (15 жовтня 1832 року — 21 червня 1895 в Берліні) — німецький астроном. Він з 1861 року працював у Берлінській обсерваторії. З 1874 до своєї смерті він був директором обсерваторії.
На честь астронома названо астероїд 2158 Тітьєн.